# Etilefrina

Fórmula química de la etilefrina.

La etilefrina es un estimulante cardíaco usado para tratar la hipotensión. Es una amina simpaticomimética de la serie 3-hydroxy-phenylethanolamine usada en el tratamiento de la hipotensión ortostática de origen neurológico, cardiovascular, endocrino o metabólico. La terapia intravenosa de este componente incrementa el gasto cardíaco, volumen sistólico, curva de retorno venoso y la presión sanguínea en humanos y animales a nivel experimental, sugiere la estimulación de ambos receptores α y β1 (ver receptor adrenérgico). A menudo los estudios in vitro indican que la etilefrina tiene mayor afinidad por el receptor β1 (cardiaco) que por el β2 adrenoreceptores.

## Utilidad
La etilefrina en forma intravenosa (IV) incrementa el pulso cardiaco, presión venosa central y presión arterial media de los pacientes saludables. La resistencia vascular cae durante la inyección de 1-8 mg de etilefrina pero comienza a incrementarse a altas dosis. Hay una marcada caída del pulso, gasto cardíaco, volumen sistólico y flujo sanguíneo periférico, acompañada por un incremento en la presión arterial media, que se producen cuando se infunde etilefrina después de la administración intravenosa de propranolol 2,5 mg. Estos hallazgos indican que la etilefrina tiene ambos efectos β1 y α1 adrenérgicos en el ser humano.